# كلينت مانسيل
كلينتون داريل «كلينت» مانسيل (بالإنجليزية: Clint Mansell)‏ موسيقي، ملحن، مطرب وعازف جيتار إنجليزي. ولد في كوفنتري إنجلترا عام 1963 . في 1996 بعد حل الفرقة الموسيقية التي كان عضواً فيها دخل كلينت إلى عالم موسيقى الأفلام عن طريق أحد أصدقائه المخرجين والذي استأجره لتلحين أحد أفلامه. بعد ذلك قام بتلحين موسيقى لفيلم صلاة لراحة حلم. موسيقاه التي اسمها "Lux Æterna" والتي تعني الضوء الأبدي باللاتينية أصبحت محبوبة جداً وانتشرت بشكل كبير واستخدم في كثير من عروض الأفلام والإعلانات وغيرها. كما أن موسيقاه لفيلم النافورة (The Fountain) تم ترشيحها لإحدى جوائز الغولدن غلوب كما أنه قام بتلحين موسيقى فيلم بلاك سوان، فيلم قشعريرة البرد، فيلم بالتأكيد, ربما، وفيلم المصارع. كما قام بتلحين موسيقى الجزء الثالث من لعبة ماس إيفكت الذي صدر في 2012 .

## وصلات خارجية
- كلينت مانسيل على موقع IMDb (الإنجليزية)
- كلينت مانسيل على موقع ميتاكريتيك (الإنجليزية)
- كلينت مانسيل على موقع روتن توميتوز (الإنجليزية)
- كلينت مانسيل على موقع ألو سيني (الفرنسية)
- كلينت مانسيل على موقع ميوزك برينز (الإنجليزية)
- كلينت مانسيل على موقع أول موفي (الإنجليزية)
- كلينت مانسيل على موقع بوكس أوفيس موجو (الإنجليزية)
- كلينت مانسيل على موقع قاعدة بيانات الأفلام السويدية (السويدية)
- كلينت مانسيل على موقع أول ميوزيك (الإنجليزية)
- كلينت مانسيل على موقع ديسكوغز (الإنجليزية)